# Brianka
Brianka (ukr. Брянка) – miasto na Ukrainie, w obwodzie ługańskim. Ośrodek przemysłu maszynowego, metalowego oraz materiałów budowlanych.

## Historia
Miejscowość została założona w 1889.
Miasto uzyskało prawa miejskie w 1962.
W 1965 roku zaczęto wydawać gazetę.
Do 1997 r. istniały tutaj dwie wyższe uczelnie (№ 18 i № 21). W maju 1997 r. wyższe uczelnie № 21 zostało zlikwidowano.
Od 2014 roku jest pod kontrolą Ługańskiej Republiki Ludowej.

## Demografia
| 1989   | 2013   | 2014   |
| ------ | ------ | ------ |
| 64 816 | 47 512 | 46 830 |